# Glamorous
"Glamorous" é o terceiro single da cantora Fergie em seu primeiro álbum solo, The Dutchess (2006). O single foi lançado no dia 28 de Janeiro de 2007. Nesta canção Fergie faz uma parceria com o rapper Ludacris. Foi lançada como sendo o segundo single do álbum no Reino Unido, após "London Bridge", enquanto no Brasil foi lançada como quarto single, após "Big Girls Don't Cry". A canção permaneceu por duas semanas no topo da Billboard Hot 100 e alcançou a marca de três milhões de cópias vendidas no segundo semestre de 2012.

## Informações
A canção fala sobre a vida "Glamourosa" que Fergie tem. Sua vida mudou desde que se tornou rica e famosa, e o clipe mostra as características de uma vida de glamour. Apesar disso, Fergie friza que não mudou como pessoa por causa disso. A letra reflete sua atitude. No fim do dia, ela gosta de voltar para sua família e amigos. Em adição a dizer que a fama não a mudou, Fergie faz questão de agradecer seus fãs pois foram eles que fizeram seus sonhos se tornarem realidade e tornaram sua vida de glamour possível. No final da canção, ela faz um sincero agradecimento a seus fãs, se lembra dos dias em que ela sonhava em "botar para quebrar na MTV" e reflete como "essa foi uma grande caminhada na indústria da música". Em 2013, Glamorous foi inserida a trilha sonora de uma das rádios de GTA V, jogo desenvolvido pela Rockstar Games.

## Videoclipe
No videoclipe de "Glamorous", Fergie mostra sua vida antes de depois do glamour da fama. O clipe começa em 1994, onde Fergie está em uma festa com seus amigos de faculdade. Durante esta festa, o clipe faz transições com a vida antes da fama e depois. Uma das cenas mais marcantes é a que ocorre no faroeste onde Fergie e Ludacris juntos estão gravando um filme. O escalado para dirigir este videoclipe foi Dave Meyers, o mesmo diretor de "U + Ur Hand" da cantora Pink e Boys de Britney Spears.

## Produção
A parte musical de "Glamorous" e a parte de Ludacris foram uma produção de Polow Da Don. Polow ofereceu esta versão à Gwen Stefani para seu single "Luxurious", mas a Interscope negou dizendo que essa versão não era tão boa quanto o remix com Slim Thug. Ludacris relançou uma mixtape em 2005 com a canção "Luxurious Remix". Polow então ofereceu a música e a letra à Fergie, que aceitou-a.

## Faixas
Europeu CD1
1. "Glamorous" 4:07
2. "Glamorous" (Remix de Space Cowboy) 4:35

CD Single australiano e Europeu CD2
1. "Glamorous" 4:07
2. "Glamorous" (Remix de Space Cowboy) 4:35
3. "True" (Cover de Spandau Ballet) 3:45
4. "Glamorous" (Videoclipe) 4:14

CD Single inglês
1. "Glamorous" (Versão do Álbum) 4:07
2. "True" (Cover de Spandau Ballet) 3:45

## Performance nas paradas

### Posições
| Top (2007)                                      | Melhor posição |
| ----------------------------------------------- | -------------- |
| Alemanha - Parada de Singles Media Control      | 16             |
| Áustria - Parada de Singles                     | 25             |
| Bélgica - Parada de Singles                     | 14             |
| Bulgária - Parada de Singles                    | 9              |
| Canadá - Parada de Singles                      | 18             |
| Chipre - Parada de Singles                      | 7              |
| Croácia - Parada de Singles                     | 1              |
| Estados Unidos - Billboard Hot 100              | 1 (2x)         |
| Estados Unidos - Billboard Top Canções Digitais | 1              |
| Estados Unidos - Billboard Pop 100              | 1              |
| União Europeia - Eurochart Hot 100 Singles      | 72             |

| Top (2007)                                | Melhor posição |
| ----------------------------------------- | -------------- |
| Irlanda - Parada de Singles               | 3              |
| Lituânia - Parada de Singles              | 1              |
| Malta - Parada de Singles                 | 1              |
| Nova Zelândia - Parada de Singles RIANZ   | 9              |
| Polónia - Parada de Singles               | 2              |
| Reino Unido - Parada de Downloads Oficial | 18             |
| Reino Unido - Parada de Singles           | 6              |
| Rússia - Parada de Singles                | 5              |
| Suécia - Top Singles                      | 59             |
| Suíça - Parada de Singles                 | 38             |
| Mundo - Global Track Chart                | 4              |